# Javier Barreiro
Javier Barreiro Bordonaba (Zaragoza, 1953) es un escritor, divulgador, investigador y profesor español.

## Biografía
Estudió Filología hispánica en la Universidad de Barcelona. En sus inicios como escritor, ganó el I premio Ramón J. Sender de Periodismo y el Premio Nacional de Poesía Universitaria.
Fue vicepresidente de la Asociación Aragonesa de Escritores (AAE) desde 2006 a 2008 y dirige ARPAMS (Asociación para la Recuperación del Patrimonio Aragonés Musical y Sonoro). 
Desde 2005 dirige el Diccionario de Autores Aragoneses Contemporáneos. 1885-2005, promovido por la AAE y varias instituciones aragonesas.
Entre 1992 y 1996 codirigió la revista de artes y letras El Bosque de las diputaciones de Zaragoza y Huesca. Profesor de Lengua y Literatura en institutos de educación secundaria de Zaragoza, en el INBAD y en el CIDEAD. En 1985 fue nombrado académico correspondiente de la Academia Porteña del Lunfardo, con lo que fue el miembro más joven de la institución, y, poco después, de la Academia Nacional del Tango. Ha impartido más de trescientas cincuenta conferencias, publicado más de setecientos artículos y dictado cursos en universidades de Europa y América.

## Premios y reconocimientos
- Premio Sender de Periodismo por «El aragonés y el exilio». (1972).
- Premio Nacional de Poesía Universitaria por Rescate, duelo y consunción de la ceremonia. (1973).
- Premio de Narrativa del Excmo. Ayuntamiento de Zaragoza por “Establecimiento de bebidas”. (1981).
- Premio San Jorge de Relatos de la Institución Fernando el Católico (CSIC) por "El parto de los montes". (1982).
- Mención honorífica de la Municipalidad de Buenos Aires por la labor de difusión de la música popular argentina (1992).
- Premio «La Dolores» de Periodismo por “Los dos estrenos de La Dolores» (2000).
- 2º Premio Marco Valerio Marcial por “La antigüedad del vino”. (2001).
- Finalista en el Premio Pedro Saputo a las Letras Aragonesas 2002 en la Modalidad Lengua Castellana por Cruces de bohemia.
- Premio “Mariano de Cavia” de la Asociación Mariano de Cavia -«La palabra oculta de Aragón. Imagen de Mariano de Cavia (1855-1920) en su sesquicentenario» (2005).
- Premio “Imán” de la Asociación Aragonesa de Escritores (2017). [10]
- Premio “Búho” de la Asociación Aragonesa de Amigos del Libro (2022) “en reconocimiento a su gran labor intelectual, literaria y social”. [11]
- Premio “Bocina de piedra” del Festival de Cine Mudo de Uncastillo (2024) “por su conocimiento de la música popular en los años del cine mudo y primer sonoro”. [12]

### Distinciones académicas
- Académico correspondiente de la Academia Porteña del Lunfardo de Buenos Aires. Elegido en 1987.
- Académico correspondiente de la Academia Nacional del Tango.  Elegido en 1991.

## Obra
- El parto de los montes, Zaragoza, 1983 (Narrativa).
- El tango. Madrid, Júcar, 1985 (Ensayo).
- El tango hasta Gardel. Zaragoza, Diputación Provincial, 1986 (Ensayo).
- Dientes en un cofre. Zaragoza, Prensas Universitarias, 1988 (Poesía).
- Raquel Meller. Barcelona, Nova Thor, 1989 (Biografía traducida al catalán).
- Máscaras para un espacio (Huesca en la narrativa de hoy), en colaboración con Ramón Acín, Huesca, Diputación Provincial, 1990 (Ensayo y Antología).
- Estrategias de la memoria (Zaragoza en la narrativa de hoy) en colaboración con Ramón Acín, Zaragoza, Diputación Provincial, 1990 (Ensayo y Antología).
- La línea y el tránsito (Estudios monográficos sobre la cultura aragonesa). Zaragoza, CSIC, Institución Fernando el Católico-CSIC. 1990 (Ensayo).
- Raquel Meller y su tiempo. Zaragoza, DGA, 1992 (Ensayo biográfico).
- Cupletistas aragonesas. Zaragoza, Ibercaja, 1994 (Ensayos biográficos).
- Un veac de Poezie în Aragon (Un siglo de poesía en Aragón), Bucarest, Retromond, 1994. (Antología traducida al búlgaro)
- El desastre de nuestras fiestas, Zaragoza, Xordica, 1996. (Narrativa).
- Lengua castellana y Literatura, Pamplona, Gobierno de Navarra, 1997. (Libro de texto).
- Siete cupletistas de Aragón (Libro + CD), Zaragoza, Prames, 1998 (Biografías).
- Marisol frente a Pepa Flores, Barcelona, Plaza & Janés, 1999. (Biografía)
- La jota aragonesa, Zaragoza, CAI-100, 2000. (Ensayo).
- Sender en su siglo (Textos críticos sobre Ramón J. Sender de Francisco Carrasquer), Huesca, Instituto de Estudios Altoaragoneses, 2001. (Edición)
- Cruces de bohemia (Vidal y Planas, Noel, Retana, Gálvez, Dicenta y Barrantes), Zaragoza, Unaluna, 2001. (Ensayo).
- Galería del olvido. Escritores aragoneses, Zaragoza, Cremallo de Ediciones, 2001. (Ensayo).
- Diccionario del tango, Madrid, S.G.A.E., 2001.
- Zaragoza. Guía (Libro + CD), Zaragoza, Prames-Ayuntamiento de Zaragoza, 2003.
- El país de García de José Vicente Torrente, Zaragoza, Instituto de Estudios Altoaragoneses-Prensas Universitarias-Gobierno de Aragón, Zaragoza, 2004. (Edición)
- Maestro Montorio. Medio siglo de música popular española (Libro +CD), Zaragoza, Prames, 2004. (Ensayo).
- Ángel huido del infierno, Angera, Varese (Italia), La Torre degli Arabeschi, 2004. (Poesía).
- Voces de Aragón (Intérpretes aragoneses del arte lírico y la canción popular (1860-1960), Zaragoza, Ibercaja, 2004. (Ensayo biográfico).
- La jota ayer y hoy, 1. Viejos estilos. Nuevos intérpretes (Libro + CD en colaboración con José Luis Melero Rivas), Zaragoza, Prames, 2005. (Ensayo)
- Poesías de José Ramón Arana, Zaragoza, Rolde, 2005. (Edición)
- El altruismo del superviviente (Antología de Francisco Carrasquer, Premio de las Letras Aragonesas, 2006), Zaragoza, Gobierno de Aragón, 2007 (Edición).
- Guía de la comarca de Zaragoza, Zaragoza, Prames-CAI, 2007.
- Primeras grabaciones fonográficas en Aragón 1898-1903. Una colección de cilindros de cera (Libro+CD en colaboración con Gabriel Marro, Zaragoza, Gobierno de Aragón, 2007. (Ensayo).
- Lobotomía, Sevilla, Renacimiento, 2008. (Poesía) / 2ª edición no venal e ilustrada, Zaragoza, Paco Rallo, 2018.
- Diccionario de autores aragoneses contemporáneos 1885-2005, Zaragoza, Diputación Provincial de Zaragoza, 2010.
- Antiguas grabaciones fonográficas aragonesas 1898-1907. La colección de cilindros para fonógrafo de Leandro Pérezz, (Libro+CD), Zaragoza, Gobierno de Aragón, 2010. (Ensayo)
- Un hombre que se va… Memorias de Eduardo Zamacois, Sevilla, Renacimiento-Biblioteca del exilio, 2011. (Edición)
- La jota, ayer y hoy, 4, La jota en la música clásica (Libro+CD en colaboración con Plácido Serrano), Zaragoza, Prames, 2011. (Ensayo).
- Cuentos gnómicos de Tomás Borrás, Barcelona, Anthropos, 2013. Javier Barreiro: Edición e Introduccíón. José Antonio Martín Petón: Estudio biográfico. Miguel Pardeza: Análisis literario, Barcelona, Anthropos, 2013
- Biografía de la jota aragonesa, Zaragoza, Mira Editores, 2013. (Ensayo).
- Edición de Obras (relatos y poemas) de Guillermo Osorio, Zaragoza, Libros del Innombrable, 2013.
- Alcohol y Literatura (ensayo), Palencia, Menoscuarto Ediciones, 2017.
- La Cochambrosa de Pedro Luis de Gálvez, Sevilla, Renacimiento, 2018. (Edición)
- Obra autobiográfica de Joaquín Dicenta, Zaragoza, Prensas de la Universidad-Larumbe, 2018. (Edición)
- La vida y la muerte en Aragón de José Gabriel, Sariñena-Madrid, Salvador Trallero-El Perro Malo, 2018 (Edición).
- Candasnos de José Sampériz, Sariñena, Salvador Trallero, 2021. (Edición)
- Poesía completa de Joaquín Carbonell, Teruel, Instituto de Estudios Turolenses-Los libros del Gato Negro, 2023. (Edición)